# Ron Barassi
Ronald Dale Barassi (Castlemaine, Australia 27 de febrero de 1936-Melbourne, 16 de septiembre de 2023) fue un futbolista, entrenador y comentarista australiano. Se le considera una figura capital en la historia y desarrollo del fútbol de reglas australianas.

## Biografía
Nacido en Castlemaine en 1936, proviene de una familia australiana de ascendencia italo-suiza. Cuando tenía cinco años sufrió la pérdida de su padre, Ron Barassi Sr., un destacado jugador de fútbol australiano en las filas del Melbourne F. C., que falleció en acto de servicio durante la Segunda Guerra Mundial en el sitio de Tobruk.  Consternados por esa pérdida, el equipo hizo esfuerzos por reclutarle; en un primer momento no pudieron hacerlo porque la Liga de Fútbol de Victoria (VFL) limitaba la contratación de juveniles a sus zonas de residencia, lo que le obligaba a elegir entre Collingwood y Carlton. Sin embargo, el Melbourne F. C. impulsó la aprobación de la llamada «ley padre-hijo» de 1949 que concedía una excepción a los hijos de futbolistas. En las divisiones inferiores se convirtió en el protegido de Norm Smith, entrenador del Melbourne F. C. y otra figura pionera del fútbol australiano.
Debutó como profesional en 1953 en las filas del Melbourne Football Club, y formó parte del equipo durante doce temporadas en las que conquistó seis títulos de la liga australiana y dos premios al mejor jugador del torneo, con un saldo final de 295 goles en 204 partidos. En esa etapa destacó por un estilo muy agresivo, con choques constantes para ganar los balones aéreos, que sentó las bases del fútbol australiano moderno.
En 1964 fichó por el Carlton Football Club como jugador-entrenador con el contrato más caro de la época; aunque se retiró en 1969, se mantuvo al frente del equipo hasta 1971 para ayudarles a ganar dos ligas. Posteriormente fichó por el North Melbourne F. C., al que ayudó a conquistar otros dos campeonatos. En 1981 regresó al Melbourne F. C. y durante los cuatro años que se mantuvo al frente llevó a cabo innovaciones como el llamado «experimento irlandés», el reclutamiento de futbolistas gaélicos al sistema australiano a través de becas deportivas, entre ellos Jim Stynes. Y aunque se mantuvo un tiempo apartado de los banquillos, volvió para dirigir al Sydney Swans entre 1993 y 1995. Al término de su carrera, Barassi había disputado como futbolista y entrenador un total de 768 partidos oficiales.
Barassi fue un firme defensor de que la VFL, restringida durante décadas a clubes del estado de Victoria, se expandiera al resto del país en los años 1980 hasta convertirse en la actual Australian Football League (AFL). Además, ayudó a difundir sus virtudes como comentarista y presentador de televisión. En la propia Australia se utiliza el término «línea Barassi» para describir la división de aficionados entre el fútbol australiano —originario de Victoria y popular en la mayor parte del país— y el rugby a 13 —más practicado en Queensland y Nueva Gales del Sur—.
En 1978 fue condecorado con la Orden de Australia. Ostenta el rango de «leyenda» en el Salón de la Fama del Fútbol Australiano, y desde 2006 forma parte del Salón de la Fama del Deporte de Australia. Tras fallecer a los 87 años, el gobierno de Victoria ofreció rendirle un funeral de estado.